# يو إس إس ريفرسايد APA-102
يو إس إس ريفرسايد (APA-102) (بالإنجليزية: USS Riverside (APA-102)) هي سفينة نقل هجومية من فئة بايونير تابعة للبحرية الأمريكية، بُنيت خلال الحرب العالمية الثانية لخدمة عمليات الإنزال البحري ونقل القوات.

## البناء والخدمة العسكرية
بُنيت السفينة في عام 1944 من قبل شركة كيزر لبناء السفن في فانكوفر، واشنطن، وتم تسليمها إلى البحرية الأمريكية في 30 نوفمبر 1944.

### الجدول الزمني لخدمتها العسكرية
- ديسمبر 1944 – مارس 1945: مهمات نقل قوات وإمدادات في المحيط الهادئ، خاصة بين هاواي والفلبين.
- أبريل – يونيو 1945: المشاركة في عمليات دعم معركة أوكيناوا، حيث نقلت القوات والمعدات.
- أغسطس – ديسمبر 1945: بعد استسلام اليابان، ساعدت في نقل القوات الأمريكية إلى اليابان لتنفيذ مهام الاحتلال.
- يناير – مارس 1946: رحلات إعادة القوات الأمريكية إلى الوطن ضمن عمليات ما بعد الحرب.

## الأطقم والمهام
كان على متن السفينة طاقم مكوَّن من حوالي 500 شخص، بما في ذلك الضباط والبحارة، بالإضافة إلى قدرتها على حمل أكثر من 1,500 جندي مع معداتهم الكاملة. كانت مجهزة برافعات إنزال وقوارب صغيرة، مما مكنها من تنفيذ عمليات الإنزال مباشرة على الشواطئ المعادية.

## نهاية الخدمة والمصير
خرجت السفينة من الخدمة في 27 مارس 1946، وأعيدت إلى الإدارة البحرية. في عام 1948، بيعت لاستخدامها كسفينة شحن تجارية تحت اسم SS Pioneer Isle واستُخدمت في الملاحة التجارية لعدة سنوات.

## الجوائز والتكريمات
حصلت يو إس إس ريفرسايد على نجمة معركة واحدة تقديرًا لمشاركتها في معركة أوكيناوا خلال الحرب العالمية الثانية.